# Bondrée à plastron
Hamirostra melanosternon
Genre
Espèce
Statut de conservation UICN

 LC  : Préoccupation mineure
Statut CITES
La Bondrée à plastron (Hamirostra melanosternon), anciennement connue en tant que Milan à plastron, est une espèce d'oiseaux de la famille des Accipitridae, la seule du genre Hamirostra.

## Répartition et habitat
Cette espèce est endémique d'Australie, des bois aux déserts, sur les arbres près des cours d'eau, jusqu'à 1000 m d'altitude, mais est absent du Sud et de l'Est du continent,.

## Régime alimentaire
Cet oiseau peut se nourrir d'œufs d'émeus dont il brise la coquille à l'aide de pierres qu'il saisit dans son bec. Il présente ainsi un exemple d’utilisation d'outil par un animal.